# Стратон Лампсакський

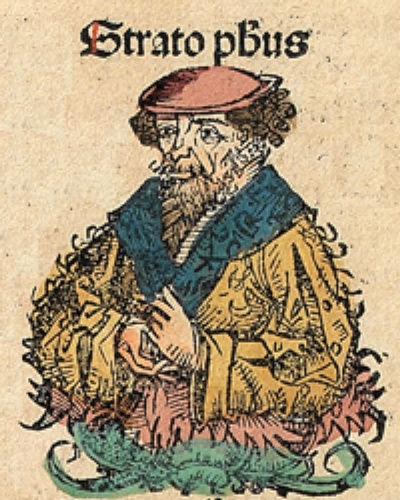
Стратон Лампсакський

Страто́н (340 — 268 рр. до н. е.) — давньогрецький філософ та видатний вчений-фізик, голова Лікею з 278 до 268 року до н. е.

## Життєпис
Народився у м. Лампсак (Мала Азія). Замолоду перебрався до Афін. Тут він навчався під проводом голови Лікея — Теофраста. Коли Птолемей II Лагід, цар Єгипту запросив Теофраста до себе, щоб той навчав царських дітей, Теофраст прислав замість себе Стратона.
У Єгипті Стратон не тільки займався навчанням молодих лагидів, а й узяв активну участь у розбудові Олександрійської бібліотеки та Мусейона. Окрім цього, займався питаннями філософії та фізики.
Після цього Стратон повернувся й у 287 році очолив Лікей, яким керував до самої смерті.

## Творчість

### Філософські погляди
Він розвивав думки Арістотеля у своєму розумінні. Так, на відміну від аристотелевих тез Стратон вважав, що природа — це сила, яка невід'ємна від матерії. На думку Стратона, боги та душа — це не самостійні одиниці. За Стратоном уся божественна сила знаходиться у природі, яка у свою чергу містить причини народження, життя, смерті, але позбавлена почуттів. Природа — мимовільна та самодостатня сила без розуміння та свідомості.

### Фізика
Автор теорії вакууму, що дозволило надалі Ктесібію споруджувати свої пневматичні та гідравлічні машини. Головну роль Стратон надавав тяжкості, яка упорядковує космос. Стратон вважав, що 4 елементи Арістотеля мають різну тяжкість. Він доводив, що швидкість падаючих тіл з відстанню підвищується. Для цього Статон проводив досліди, кидаючи предмети з різної висоти. Так  Стратон заклав підґрунтя для експериментальної фізики. За значні дослідження у цій науці отримав прізвисько «Фізик».

### Психологія
Стратон гадав, що душа знаходиться у передній частині голови, поміж бровами. Душа — це джерело мислення, а органи почуттів — це передавач відчуттів. Сприйняття зберігаються у душі протягом тривалого часу, а думка є рухом сприйняттів.